# Mano (Landes)
Mano ist eine französische Gemeinde mit 129 Einwohnern (Stand 1. Januar 2022) im Département Landes in der Region Nouvelle-Aquitaine (vor 2016: Aquitanien). Sie gehört zum Arrondissement Mont-de-Marsan und zum Kanton Grands Lacs.
Der Name in der gascognischen Sprache lautet Manòr. Der Wortstamm „man-“ bedeutet „Haus“.
Die Einwohner werden Manéens und Manéennes genannt.

## Geographie
Die Gemeinde Mano liegt im Regionalen Naturpark Landes de Gascogne., ca. 60 Kilometer nordwestlich von Mont-de-Marsan in der historischen Provinz Gascogne an der Grenze zum Département Gironde.
Sie ist die einzige Gemeinde des Départements, die im Einzugsbereich (Aire urbaine) von Bordeaux liegt.
Umgeben wird Mano von den Nachbargemeinden:
| Belin-Béliet (Gironde) | Hostens (Gironde)                           | Le Tuzan (Gironde)         |
| Moustey                | Kompassrose, die auf Nachbargemeinden zeigt | Saint-Symphorien (Gironde) |
|                        | Belhade                                     | Argelouse                  |

Mano liegt in den Einzugsgebieten der Eyre.
Der Ruisseau de Castera, ein Nebenfluss der Eyre, wird auch Ruisseau du Bourg, Ruisseau de Laciraou und Ruisseau de la Grave du Pont Jouan genannt. Er durchquert das Gebiet der Gemeinde wie seine Nebenflüsse,
- der Ruisseau du Bayle,
- der Ruisseau de Roumehort und seine Nebenflüsse,
  - der Ruisseau de Tabarton und sein Nebenfluss,
    - der Craste de la Sarrotte,

  - der Ruisseau de la Cape und
  - der Barade de Larquier,
- der Ruisseau de Lugadets und sein Nebenfluss
  - der Fossé de Peydouat, und
- der Ruisseau de Lombard, auch Ruisseau du Kycs genannt.

Der Ruisseau de Laciraou, ein Zufluss der Petite Leyre, bewässert gleichfalls das Gebiet der Gemeinde.

## Geschichte
Monsieur Dupertout hinterließ der Gemeinde im Jahr 1983 einen Wald mit einer Fläche von 428 Hektar. Raymond Mano aus einer sehr alten Familie in Mano schenkte der Gemeinde einen Wald mit einer Fläche von 50 Hektar. Die bewaldete Landschaft litt 1999 und 2009 unter der Gewalt von Stürmen.

### Einwohnerentwicklung
Nach Höchstständen der Einwohnerzahl in der Mitte und nochmals in der zweiten Hälfte des 19. Jahrhunderts von rund 420 sank die Größe der Gemeinde in der Folgezeit bei kurzen Erholungsphasen bis zu den 1960er Jahren auf 75 Einwohner, bevor eine moderate Wachstumsphase einsetzte, die heute noch anhält.
| Jahr      | 1962 | 1968 | 1975 | 1982 | 1990 | 1999 | 2006 | 2010 | 2022 |
| --------- | ---- | ---- | ---- | ---- | ---- | ---- | ---- | ---- | ---- |
| Einwohner | 108  | 75   | 94   | 92   | 103  | 93   | 97   | 109  | 129  |

## Sehenswürdigkeiten

### PfarrkircheNotre-Dame-et-Saint-Antoine

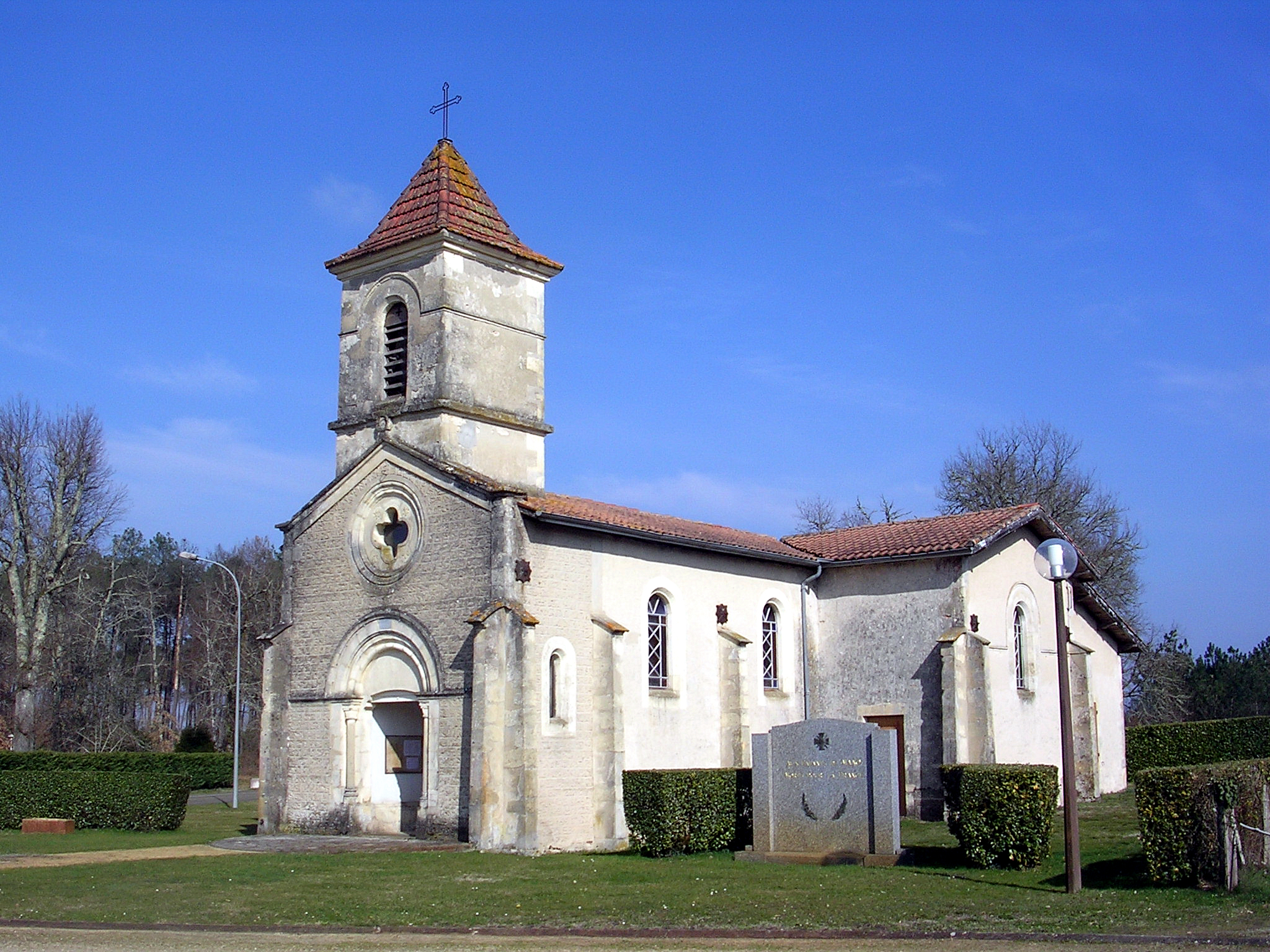
Pfarrkirche Notre-Dame-et-Saint-Antoine

Der Bau der Kirche und die Anlage des Friedhofs erfolgte im Jahre 1856 im Rahmen einer Verlegungsaktion von einem anderen Standort, wie eine entsprechende Inschrift auf einer Zinkplatte belegt, die auf der Archivolte des Eingangs angebracht ist. Die Kirche besitzt ein einschiffiges Langhaus mit einem Transept, das mit einem Chor verlängert wird, der mit drei Wänden abgeschlossen ist. Im Westen erhebt sich der viereckige Glockenturm, der nach oben mit einem Zeltdach ausläuft. Der Chor besitzt ein Kreuzrippengewölbe, das Langhaus ein Kreuzgratgewölbe.
Einige Ausstattungsgegenstände der ehemaligen Kirche wurden bei dem Umzug im Jahre 1856 bewahrt, vor allem der klassizistische Hauptaltar aus der ersten Hälfte des 19. Jahrhunderts, das Weihwasserbecken aus dem 17. Jahrhundert, eine Lampe mit dem Ewigen Licht im Rocaille-Stil aus der zweiten Hälfte des 19. Jahrhunderts und ein großes Kruzifix, das vermutlich aus dem 16. Jahrhundert datiert. Die Nebenaltäre hingegen sind in der Zeit des Neubaus entstanden. Die beschriebenen und viele weitere Ausstattungsgegenstände der Kirche sind als nationale Kulturgüter registriert.

## Wirtschaft und Infrastruktur

### Verkehr
Mano ist erreichbar über die Routes départementales 316, 348 und 651.